# Coupe d'Europe des nations d'athlétisme 1979
Navigation
CE des nations 1977 CE des nations 1981
La 7e coupe d'Europe des nations d'athlétisme se déroule les 4 et 5 août 1979 à Turin en Italie. L'Allemagne de l'Est s'impose dans les 2 épreuves, masculine et féminine. Le Stadio comunale de Turin est rempli par 70 000 spectateurs chaque jour.

## Classement
| Place | Pays                 | Points |
| ----- | -------------------- | ------ |
| 1     | Allemagne de l'Est   | 125    |
| 2     | Union soviétique     | 114    |
| 3     | Allemagne de l'Ouest | 110    |
| 4     | Pologne              | 90     |
| 5     | Royaume-Uni          | 82     |
| 6     | Italie               | 79     |
| 7     | France               | 70,5   |
| 8     | Yougoslavie          | 49,5   |

| Place | Pays                 | Points |
| ----- | -------------------- | ------ |
| 1     | Allemagne de l'Est   | 102    |
| 2     | Union soviétique     | 100    |
| 3     | Bulgarie             | 76     |
| 4     | Royaume-Uni          | 62     |
| 5     | Roumanie             | 58     |
|       | Allemagne de l'Ouest | 58     |
| 7     | Pologne              | 55     |
| 8     | Italie               | 29     |

## Résultats

### Hommes
| 100 m (vent : 1,3 m/s) | Pietro Mennea 10 s 15                                                                             | Marian Woronin 10 s 16                                                                  | Allan Wells 10 s 19                                                                                     |
| 200 m (vent : 2,2 m/s) | Allan Wells 20 s 29 (w)                                                                           | Pietro Mennea 20 s 31                                                                   | Marian Woronin 20 s 43                                                                                  |
| 400 m | Harald Schmid 45 s 31                                                                             | Nikolay Chernetskiy 45 s 70                                                             | Ryszard Podlas 46 s 11                                                                                  |
| 800 m | Sebastian Coe 1 min 47 s 28                                                                       | Dragan Životic 1 min 48 s 03                                                            | Willi Wülbeck 1 min 48 s 11                                                                             |
| 1 500 m | Jürgen Straub 3 min 36 s 27 (CR)                                                                  | Thomas Wessinghage 3 min 36 s 40                                                        | Graham Williamson 3 min 38 s 34                                                                         |
| 5 000 m | Hansjörg Kunze 14 min 12 s 88                                                                     | Aleksandr Fedotkin 14 min 13 s 97                                                       | Mike McLeod 14 min 15 s 91                                                                              |
| 10 000 m | Brendan Foster 28 min 22 s 86                                                                     | Aleksandras Antipovas 28 min 40 s 32                                                    | Frank Zimmermann 28 min 42 s 09                                                                         |
| 3 000 m steeple | Mariano Scartezzini 8 min 22 s 74                                                                 | Michael Karst 8 min 23 s 75                                                             | Anatoliy Dimov 8 min 25 s 87                                                                            |
| 110 m haies (vent : +1,3 m/s) | Thomas Munkelt 13 s 47 (CR)                                                                       | Aleksandr Puchkov 13 s 56                                                               | Jan Pusty 13 s 74                                                                                       |
| 400 m haies | Harald Schmid 47 s 85 (AR)                                                                        | Vasiliy Arkhipenko 48 s 35 (NR)                                                         | Volker Beck 48 s 58 (NR)                                                                                |
| 4 × 100 m | Pologne Krzysztof Zwolinski Leszek Dunecki Zenon Licznerski Marian Woronin 38 s 47 (CR)           | Allemagne de l'Est Klaus-Dieter Kurrat Alexander Thieme Olaf Prenzler Eugen Ray 38 s 70 | France Patrick Barré Lucien Sainte-Rose Pascal Barré Herman Panzo 38 s 71                               |
| 4 × 400 m | Allemagne de l'Ouest Lothar Krieg Franz-Peter Hofmeister Hartmut Weber Harald Schmid 3 min 1 s 91 | Allemagne de l'Est Udo Bauer Frank Schaffer Frank Richter Volker Beck 3 min 2 s 15      | Union soviétique Viktor Burakov Remigijus Valiulis Vyacheslav Dotsenko Nikolay Chernetskiy 3 min 2 s 35 |
| Saut en hauteur | Dietmar Mögenburg 2,32 m (CR, NR)                                                                 | Rolf Beilschmidt 2,30 m                                                                 | Aleksandr Grigoryev 2,24 m                                                                              |
| Saut à la perche | Konstantin Volkov 5,60 m (WJR)                                                                    | Patrick Abada 5,60 m                                                                    | Wladyslaw Kozakiewicz 5,55 m                                                                            |
| Saut en longueur | Lutz Dombrowski 8,31 m (CR, NR)                                                                   | Grzegorz Cybulski 8,03 m                                                                | Valeriy Podluzhniy 7,95 m                                                                               |
| Triple saut | Bernard Lamitié 16,94 m (NR)                                                                      | Roberto Mazzucato 16,92 m                                                               | Anatoli Piskouline 16,91 m                                                                              |
| Lancer du poids | Udo Beyer 21,13 m                                                                                 | Ralf Reichenbach 20,27 m                                                                | Aleksandr Baryshnikov 20,25 m                                                                           |
| Lancer du disque | Wolfgang Schmidt 66,76 m                                                                          | Alwin Wagner 62,96 m                                                                    | Ihor Duhinets 62,72 m                                                                                   |
| Lancer du marteau | Karl-Hans Riehm 78,66 m                                                                           | Sergey Litvinov 76,90 m                                                                 | Roland Steuk 75,76 m                                                                                    |
| Lancer du javelot | Wolfgang Hanisch 88,68 m                                                                          | Michael Wessing 87,38 m                                                                 | Aleksandr Makarov 82,26 m                                                                               |
| Records et Performances - AR : Record continental (area record) - CR : Record des championnats (championship record) - MR : Record du meeting (meet record) - NR : Record national (national record) - OR : Record olympique (olympic record) - PR : Record paralympique (paralympic record) - PB : Record personnel (personal best) - SB : Meilleure performance personnelle de la saison (season's best) - WL : Meilleure performance mondiale de l'année (world leader) - WJR : Record du monde junior (world junior record) - WR : Record du monde (world record) Circonstances et Conditions - DNF : N'a pas terminé (did not finish) - DNS : N'a pas pris le départ (did not start) - DQ : Disqualification (disqualification) - NM : Aucun essai valable enregistré (No Mark) - Q : Qualifié « directement » au prochain tour (ou à la prochaine compétition), lors d'une compétition majeure, grâce au classement ou à la réalisation des minima (automatic qualifier) - q : Qualifié au prochain tour (ou à la prochaine compétition), lors d'une compétition majeure, grâce au repêchage ou à la réalisation de l'une des meilleures performances parmi celles des « non qualifiés directement » (grâce au meilleur temps ou à la meilleure distance par exemple) (secondary qualifier) |                                                                                                   |                                                                                         | |

### Femmes
| 100 m (vent : 0,3 m/s) | Marlies Göhr 11 s 03 (PB)                                                                          | Lyudmila Kondratyeva 11 s 15                                                                         | Annegret Richter 11 s 22                                                             |
| 200 m (vent : 0,2 m/s) | Lyudmila Kondratyeva 22 s 40 (CR)                                                                  | Marlies Göhr 22 s 50                                                                                 | Annegret Richter 22 s 75                                                             |
| 400 m | Marita Koch 48 s 60 (WR, CR)                                                                       | Mariya Kulchunova 49 s 63 (NR)                                                                       | Irena Szewinska 51 s 27                                                              |
| 800 m | Nikolina Shtereva 1 min 56 s 29 (CR)                                                               | Yekaterina Poryvkina 1 min 57 s 57                                                                   | Anita Weiss 1 min 57 s 92                                                            |
| 1 500 m | Totka Petrova 4 min 3 s 13 (CR)                                                                    | Giana Romanova 4 min 3 s 38                                                                          | Natalia Marasescu 4 min 3 s 74                                                       |
| 3 000 m | Svetlana Guskova 8 min 52 s 00                                                                     | Maricica Puica 8 min 52 s 66                                                                         | Vesela Yatsinska 8 min 52 s 89 (NR)                                                  |
| 100 m haies (vent : -1,1 m/s) | Tatyana Anisimova 12 s 77 (CR)                                                                     | Grazyna Rabsztyn 12 s 85                                                                             | Daniela Teneva 13 s 17                                                               |
| 400 m haies | Marina Makeyeva 54 s 82 (CR)                                                                       | Karin Rossley 55 s 10                                                                                | Silvia Hollmann 56 s 74                                                              |
| 4 × 100 m | Allemagne de l'Est Christina Brehmer Romy Schneider Ingrid Auerswald Marlies Göhr 42 s 09 (WR, CR) | Union soviétique Vera Komisova Vera Anisimova Tatyana Anisimova Lyudmila Kondratyeva 42 s 29 (NR)    | Royaume-Uni Helen Barnett Wendy Clarke Kathy Smallwood Heather Hunte 43 s 18         |
| 4 × 400 m | Allemagne de l'Est Gabriele Kotte Christina Brehmer Brigitte Köhn Marita Koch 3 min 19 s 62 (CR)   | Union soviétique Irina Bagryantseva Nina Zyuskova Tatyana Prorochenko Maria Kulchunova 3 min 20 s 39 | Royaume-Uni Joslyn Hoyte-Smith Verona Elder Ruth Kennedy Donna Hartley 3 min 27 s 89 |
| Saut en hauteur | Rosemarie Ackermann 1,99 m (CR)                                                                    | Sara Simeoni 1,94 m                                                                                  | Urszula Kielan 1,92 m (NR)                                                           |
| Saut en longueur | Brigitte Wujak 6,89 m                                                                              | Doina Anton 6,60 m                                                                                   | Lidia Gusheva 6,47 m                                                                 |
| Lancer du poids | Ilona Slupianek 20,93 m                                                                            | Nunu Abashidze 19,75 m                                                                               | Ivanka Petrova 19,63 m                                                               |
| Lancer du disque | Evelin Jahl 68,92 m                                                                                | Svetlana Melnikova 66,06 m                                                                           | Svetla Bozhkova 62,82 m                                                              |
| Lancer du javelot | Eva Raduly-Zörgö 66,28 m (NR)                                                                      | Ruth Fuchs 65,46 m                                                                                   | Tessa Sanderson 62,38 m                                                              |
| Records et Performances - AR : Record continental (area record) - CR : Record des championnats (championship record) - MR : Record du meeting (meet record) - NR : Record national (national record) - OR : Record olympique (olympic record) - PR : Record paralympique (paralympic record) - PB : Record personnel (personal best) - SB : Meilleure performance personnelle de la saison (season's best) - WL : Meilleure performance mondiale de l'année (world leader) - WJR : Record du monde junior (world junior record) - WR : Record du monde (world record) Circonstances et Conditions - DNF : N'a pas terminé (did not finish) - DNS : N'a pas pris le départ (did not start) - DQ : Disqualification (disqualification) - NM : Aucun essai valable enregistré (No Mark) - Q : Qualifié « directement » au prochain tour (ou à la prochaine compétition), lors d'une compétition majeure, grâce au classement ou à la réalisation des minima (automatic qualifier) - q : Qualifié au prochain tour (ou à la prochaine compétition), lors d'une compétition majeure, grâce au repêchage ou à la réalisation de l'une des meilleures performances parmi celles des « non qualifiés directement » (grâce au meilleur temps ou à la meilleure distance par exemple) (secondary qualifier) | | |                                                                                      |

## Finale «B»

### Messieurs
La finale « B » est disputée pour la 2e fois. Elle permet aux équipes classées 3e et 4e en demi-finales d'avoir une possibilité de qualification en finale. Elle se déroule les 21 et 22 juillet 1979, à Karlovac. La Yougoslavie, pays hôte, se qualifie pour la finale à Turin.
| Place | Pays            | Points |
| ----- | --------------- | ------ |
| 1     | Yougoslavie     | 105,5  |
| 2     | Roumanie        | 97,5   |
| 3     | Hongrie         | 97     |
| 4     | Tchécoslovaquie | 97     |
| 5     | Finlande        | 96,5   |
| 6     | Hongrie         | 87     |
| 7     | Suisse          | 77,5   |
| 8     | Belgique        | 58,5   |

### Dames
La finale « B » se déroule le 21 juillet 1979 à Antony. La Roumanie se qualifie pour la finale à Turin.
| Place | Pays            | Points |
| ----- | --------------- | ------ |
| 1     | Roumanie        | 96,5   |
| 2     | Hongrie         | 86     |
| 3     | France          | 83     |
| 4     | Finlande        | 65     |
| 5     | Suisse          | 59     |
| 6     | Tchécoslovaquie | 58     |
| 7     | Suède           | 52,5   |
| 8     | Yougoslavie     | 40     |

## Demi-finales

### Messieurs
Les trois demi-finales, qualificatives pour la finale (les deux premières équipes), se sont déroulées les 30 juin et 1er juillet 1979 à Lüdenscheid, Genève et Malmö. Les deux premières équipes sont directement qualifiées pour la finale, un rattrapage étant permis par la finale « B ».
| Place | Pays                 | Points |
| ----- | -------------------- | ------ |
| 1     | Allemagne de l'Ouest | 141    |
| 2     | Pologne              | 136    |
| 3     | Italie               | 101    |
| 4     | Tchécoslovaquie      | 93     |
| 5     | Hongrie              | 87     |
| 6     | Grèce                | 70     |
| 7     | Autriche             | 55     |
| 8     | Danemark             | 34     |

| Place | Pays               | Points |
| ----- | ------------------ | ------ |
| 1     | Allemagne de l'Est | 150    |
| 2     | France             | 108    |
| 3     | Suisse             | 95     |
| 4     | Finlande           | 94     |
| 5     | Yougoslavie        | 90     |
| 6     | Espagne            | 89     |
| 7     | Pays-Bas           | 58     |
| 8     | Irlande            | 36     |

| Place | Pays             | Points |
| ----- | ---------------- | ------ |
| 1     | Union soviétique | 139,5  |
| 2     | Royaume-Uni      | 106    |
| 3     | Bulgarie         | 99     |
| 4     | Roumanie         | 91     |
| 5     | Belgique         | 90,5   |
| 6     | Suède            | 83     |
| 7     | Norvège          | 69     |
| 8     | Portugal         | 41     |

### Dames
Les trois demi-finales se déroulent le 1er juillet 1979 à Cwmbran et Sittard, et le 30 juin à Sofia. Les deux premières équipes sont directement qualifiées pour la finale, un rattrapage étant permis par la finale « B ».
| Place | Pays                 | Points |
| ----- | -------------------- | ------ |
| 1     | Allemagne de l'Ouest | 109    |
| 2     | Royaume-Uni          | 105    |
| 3     | Hongrie              | 90     |
| 4     | France               | 69     |
| 5     | Yougoslavie          | 61     |
| 6     | Autriche             | 43     |
| 7     | Danemark             | 39     |
| 8     | Islande              | 23     |

| Place | Pays             | Points |
| ----- | ---------------- | ------ |
| 1     | Union soviétique | 115    |
| 2     | Pologne          | 98     |
| 3     | Tchécoslovaquie  | 67     |
| 4     | Suède            | 66     |
| 5     | Italie           | 65     |
| 6     | Pays-Bas         | 60     |
| 7     | Irlande          | 42     |
| 8     | Portugal         | 26     |

| Place | Pays               | Points |
| ----- | ------------------ | ------ |
| 1     | Allemagne de l'Est | 109,5  |
| 2     | Bulgarie           | 102    |
| 3     | Roumanie           | 91     |
| 4     | Suisse             | 57,5   |
| 5     | Finlande           | 55     |
| 6     | Belgique           | 54     |
| 7     | Norvège            | 44     |
| 8     | Espagne            | 27     |

## Tour préliminaire

### Messieurs
Un tour préliminaire a été nécessaire chez les hommes, les 16 et 17 juin 1979 à Luxembourg. Les trois premières équipes sont qualifiées pour les demi-finales.
| Place | Pays       | Points |
| ----- | ---------- | ------ |
| 1     | Portugal   | 74     |
| 2     | Danemark   | 65,5   |
| 3     | Irlande    | 54     |
| 4     | Luxembourg | 53,5   |
| 5     | Islande    | 51     |